# Willibrord van Beek
Willibrordus Ildefonsus Ignatius (Willibrord) van Beek (Amsterdam, 15 januari 1949) is een Nederlands politicus en bestuurder. Hij is lid van de VVD.

## Levensloop
Van Beek ging van 1961 tot 1965 naar de h.b.s.-b aan het Sint-Vituscollege te Bussum. Van 1965 tot 1968 ging hij naar de m.e.a.o. aan de Godelinde te Naarden. Van 1968 tot 1971 volgde hij de h.e.a.o.-BE aan de H.E.S. te Amsterdam. Hij was van 1973 tot 1992 financieel manager bij Philips. Vanaf 5 september 1978 was hij tevens veertien jaar gemeenteraadslid te Maarheeze en vier jaar wethouder.
Van 28 april 1987 tot mei 1999 was hij Statenlid van Noord-Brabant, waar hij gedurende de periode van 22 mei 1992 tot 19 mei 1998 gedeputeerde was, belast met onder andere financiën. Toen hij werd verkozen in de Tweede Kamer trad hij terug als gedeputeerde maar bleef hij wel aan als Provinciale Statenlid. Namens zijn partij nam hij ook deel aan de parlementaire enquêtecommissie Bouwnijverheid (2002-2003).
Van 19 mei 1998 tot 20 september 2012 was hij lid van de Tweede Kamer. Op woensdagavond 8 maart 2006 volgde hij Jozias van Aartsen op als fractievoorzitter, die diezelfde dag was afgetreden na de voor de VVD slecht verlopen gemeenteraadsverkiezingen. Eind juni 2006 werd hij als fractievoorzitter opgevolgd door Mark Rutte. Van Beek maakte in de Kamer onder meer deel uit van de Tweede Kamercommissies Binnenlandse Zaken en Koninkrijksrelaties, Defensie en Nederlands-Antilliaanse en Arubaanse Zaken, en was plaatsvervangend lid van de commissie voor de Rijksuitgaven. In juli 2009 ontving hij de hoffelijkheidstrofee. De prijs werd toen voor de eerste keer uitgereikt aan "de parlementariër die op een goede en vooral hoffelijke wijze zijn werk heeft gedaan".
Naast zijn politieke werkzaamheden heeft hij zitting in een viertal raden, waaronder de raad van commissarissen van de Brabanthallen 's-Hertogenbosch. In oktober 2012 werd hij benoemd tot waarnemend burgemeester van Bernheze. Op 15 september 2013 werd Van Beek waarnemend commissaris van de Koning in de provincie Utrecht. Op 21 november 2014 volgde zijn benoeming voor de gebruikelijke ambtsperiode per 1 januari 2015. Op 17 december 2014 is hij beëdigd door de Koning. Zijn installatie was op 5 januari 2015 in een buitengewone Statenvergadering.
Op 10 oktober 2019 werd bekend dat Van Beek waarnemend burgemeester van de Limburgse gemeente Gennep wordt. De functie kwam vrij na het plotselinge aftreden van burgemeester Peter de Koning. De benoeming ging in op 14 oktober 2019. Op 5 oktober 2020 werd Hans Teunissen burgemeester van Gennep. Van 1 februari tot 10 oktober 2023 was Van Beek waarnemend burgemeester van Bladel.
Van Beek is alleenstaand en heeft twee dochters. Hij is lid van de Rooms-Katholieke Kerk. Bij zijn vertrek uit de Tweede Kamer op 19 september 2012 werd Van Beek benoemd tot ridder in de Orde van Oranje-Nassau.
- Parlement.com: vg09lljrp5z7